# Siphonina
Siphonina es un género de foraminífero bentónico de la subfamilia Siphonininae, de la familia Siphoninidae, de la superfamilia Siphoninacea, del suborden Rotaliina y del orden Rotaliida. Su especie tipo es Siphonina fimbriata. Su rango cronoestratigráfico abarca desde el Eoceno hasta la Actualidad.

## Clasificación
Se han descrito numerosas especies de Siphonina. Entre las especies más interesantes o más conocidas destacan:
- Siphonina australis
- Siphonina fimbriata

Un listado completo de las especies descritas en el género Siphonina puede verse en el siguiente anexo.
En Siphonina se ha considerado el siguiente subgénero:
- Siphonina (Pulsiphonina), aceptado como género Pulsiphonina